# Battaglia del Buçaco
La battaglia del Buçaco (o Bussaco) è stata combattuta il 27 settembre 1810 durante la guerra d'indipendenza spagnola sugli omonimi monti del Portogallo centrale.
Arthur Wellesley, futuro duca di Wellington, aveva occupato le cime del Buçaco, una serie di rilievi nel cuore del Portogallo. Il maresciallo Massena, inviato da Napoleone a conquistare la regione, attaccò 5 volte le postazioni alleate, senza riuscire ad ottenere alcun significativo progresso. 
La minaccia di accerchiamento da parte delle forze francesi, nettamente superiori in numero, costrinse Wellesley a ripiegare sulle linee di Torres Vedras.

## Antefatti
Nel 1810 Napoleone aveva affidato a Massena un esercito, con il compito di invadere e conquistare il Portogallo, dopo che Junot lo aveva perso due anni prima.
Dopo aver cinto d'assedio Ciudad Rodrigo ed Almeida, i francesi si ritrovarono con la strada per Lisbona sostanzialmente libera, con unico ostacolo l'esercito di Wellesley.
Il generale inglese aveva come unico obiettivo prendere tempo: dietro di lui, i lavori di costruzione delle linee difensive di Torres Vedras stavano procedendo a ritmo spedito, ma erano ancora in corso d'opera. Una volta completati, la complessa linea di fortificazioni avrebbe provveduto a costituire un ostacolo insormontabile per le truppe di Massena.
Decise quindi di portare le sue truppe sul monte Buçaco, un rilievo di 549 m nel mezzo del Portogallo, che sovrastava la strada che conduceva a Coimbra, quindi a Lisbona. Adottata questa sicura e forte posizione difensiva, a Wellesley non restava che aspettare l'arrivo degli invasori.

## La battaglia

### Preparativi

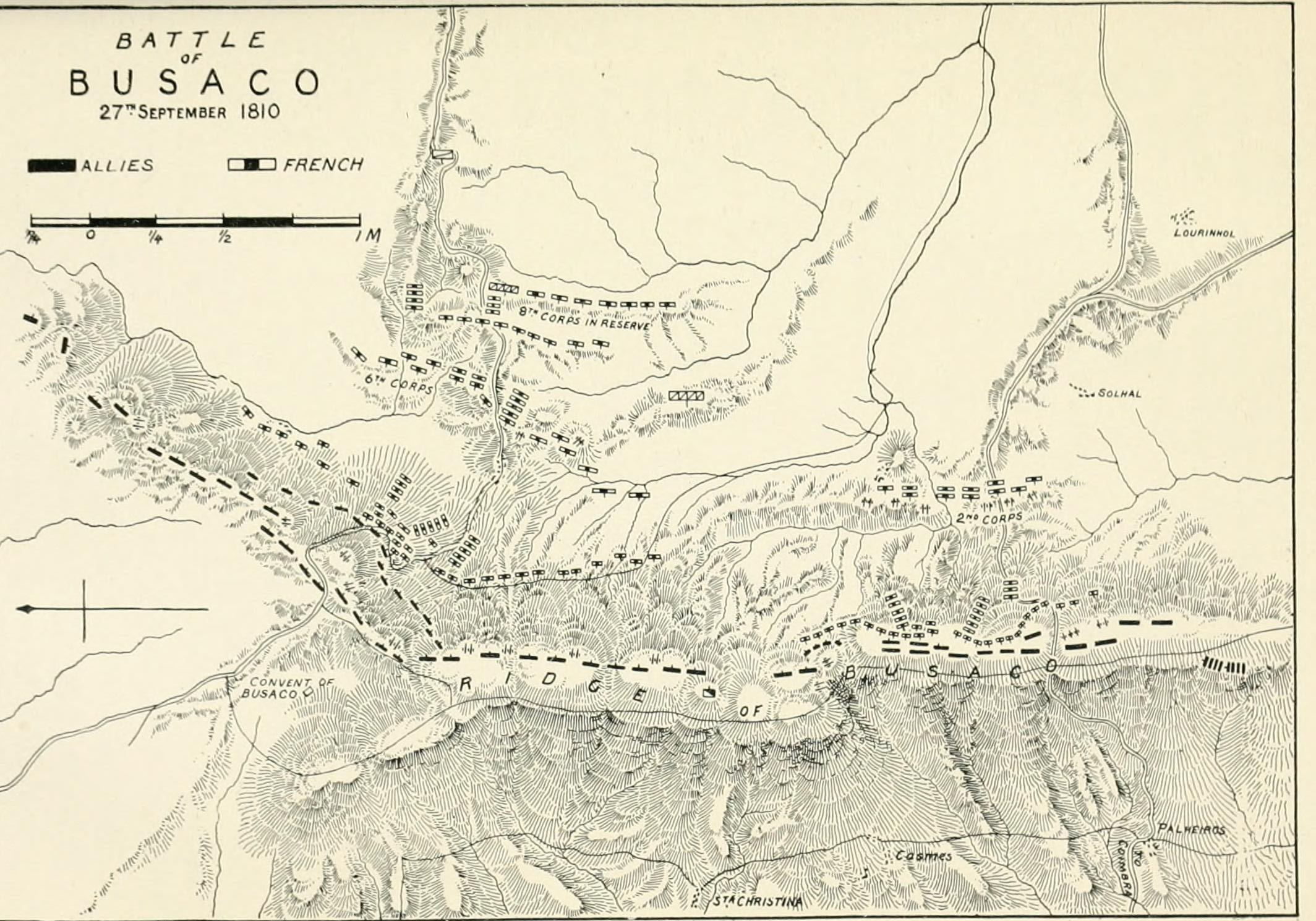
Schema della battaglia

Inoltre, per migliorare le proprie linee di comunicazione, aveva chiesto a quattro ufficiali del Royal Corps of Engeneering di creare una strada su tutta la lunghezza del crinale. 
Massena, confidando nella presunta superiorità numerica francese e spronato da Ney e dagli altri ufficiali francesi ad attaccare la montagna piuttosto che aggirarla, si decise a lanciare una serie di attacchi contro la posizione degli alleati. Schierò Reynier al centro, laddove credeva si trovasse il centro dello schieramento nemico e, appena avesse ottenuto dei vaghi segnali di successo, gli uomini di Ney si sarebbero lanciati contro i nemici lungo la strada principale.

### L'attacco del II Corpo

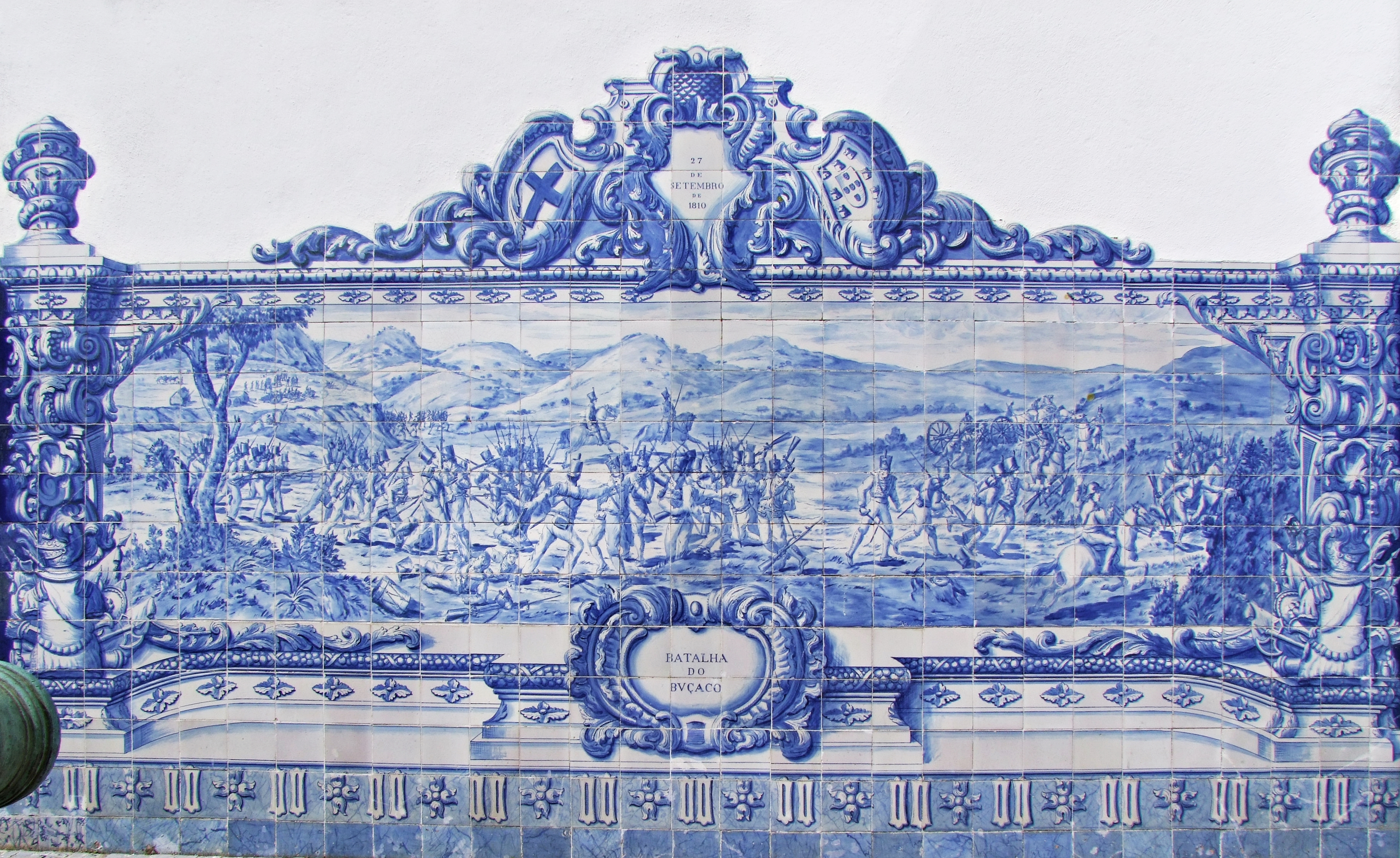
Lisbona, azulejos ritraenti la battaglia di Buçaco

Il corpo di Reynier attaccò la mattina presto, sfruttando la nebbia. Heudelet mandò una brigata in avanti a risalire il pendio, in una formazione larga una compagnia e profonda otto battaglioni. Giunti sul crinale, si ritrovarono davanti il 74º reggimento di fanteria e due battaglioni portoghesi in linea, accompagnati da 12 cannoni. I francesi provarono a cambiare formazione, passando da una colonna ad una linea. Gli alleati li colpirono con un intenso raffica di moschetti, mandando presto la fanteria francese in confusione. In ogni caso, riuscirono a mantenere il controllo, sebbene abbastanza precario, sul crinale.
Diverse centinaia di metri più a nord, la divisione di Merle cercò di raggiungere la cima in una formazione simile. Pitcon ammassò velocemente quanti più uomini poteva per difendere la cima, sfruttando la strada costruita da in precedenza. Arrivati in cima, i francesi si confrontarono con l'88º ed il 45º reggimento di fanteria e due battaglioni portoghesi, disposti in una linea concava. I francesi provarono a disporsi in linea ma non ci riuscirono. Schiacciati dal fuoco nemico che convergeva contro di loro, i francesi si diedero alla fuga, scendendo lungo il pendio. Merle fu ferito mentre al generale di brigata Graindorge fu inferta una ferita mortale. Wellesley stesso salì sulla montagna per congratularsi con il colonnello Wallace per la magnifica carica.
Vedendo la seconda brigata di Heudelet immobile alla base del pendio, Reynier si recò dal generale di brigata Foy, richiedendo un immediato attacco. Essendo gli alleati mal posizionati dopo aver risposto ai primi due attacchi francesi, Foy riuscì a colpire un punto debole delle loro difese: attaccarono una milizia portoghese e la misero in fuga. Quando la nebbia si dipanò completamente, il fianco destro degli inglesi si ritrovò senza alcun nemico da affrontare: Wellesley ordinò a Leith di spostare i suoi uomini a nord per assistere Picton. Prima che gli uomini di Foy potessero consolidare le loro conquiste, vennero attaccati dal 38º e dal 9º reggimento di fanteria e da parte degli uomini d Picton. I francesi vennero scacciati dalla cime e Foy venne ferito. Dopo aver assistito alla fuga delle truppe di Foy, Heudelet ritirò le proprie brigate.

### L'attacco del VI Corpo
Riuscendo a sentire il rumore degli spari, Ney assunse che l'attacco di Reynier stesse avendo successo e ordinò un immediato attacco. Nel suo settore, la strada principale si snodava in un lungo percorso tra i paesini di Moura e Sula e raggiungeva il punto massimo di altezza nel convento di Bussaco. La divisione di Loison si fece strada tra le linee inglesi. Vicino alla cresta, 1 800 uomini del 43º e del 52º reggimento di fanteria attendevano il loro arrivo. Appena la divisione di Loison si fece notare vicino ai terreni del convento, i due gruppi britannici aprirono il fuoco e caricarono con le baionette. La brigata francese entrò nel panico e si diede alla fuga, lasciando il generale di brigata Simon, il loro comandante, ferito ed in mano agli inglesi.
Poco tempo dopo, più a sud, la seconda brigata di Loison, sotto il comando del generale di brigata Ferey, ebbe uno scambio di colpi ravvicinato con una batteria di cannoni, supportata dal fuoco dei moschetti anglo-portoghesi. Anche quest'unità fu messa in fuga. Un ultimo tentativo di avanzata da parte della brigata di de Maucune, della divisione di Marchand, fallì sotto la resistenza della brigata portoghese di Pack. I due schieramenti proseguirono le schermaglie per il resto della giornata, senza che vi fosse un reale attacco in forze da nessuna delle due parti.

## Conseguenze
Dopo aver concluso gli assalti senza successo, Massena aveva finalmente una chiara idea delle dimensioni dell'esercito di Wellington e della posizione difensiva che aveva adottato. Decise quindi di mandare dei ricognitori in avanscoperta, cercando di trovare un modo per aggirare la catena montuosa e circondare gli eserciti alleati. La sera del 28 settembre, dopo aver acceso dei fuochi come diversivo, Massena inviò una parte delle sue truppe ad aggirare i rilievi passando sulla strada per Sardaõ, tentando di sorprendere Wellington da nord.
Presa nota della nuova situazione, il generale inglese concluse che il proprio esercito sarebbe dovuto arretrare. Sebbene ancora parzialmente incomplete, le linee difensive di Torres Vedras rappresentavano un muro invalicabile per l'esercito francese: Wellington le raggiunge il 10 ottobre, ritirandosi in buon ordine.